# Ekeby kyrka, Gotland
Ekeby kyrka är en kyrkobyggnad i Ekeby på Gotland. Den är församlingskyrka i Dalhems församling i Visby stift. 

## Kyrkobyggnaden
Kyrkan är uppförd av kalksten och består av ett rakt avslutat kor, långhus, ett smalt, högt torn i väster samt sakristia på korets norra mur. Ingångar finns på korets och långhusets sydsidor samt på tornets västra sida.

### Historia
Den nuvarande enhetliga kyrkan är inte den första på platsen. Tornets nedre del har tillhört en romansk murad kyrka från 1100-talet. Denna revs så när som på tornet vid 1200-talets slut och ersattes av det nuvarande koret och långhuset. Samtidigt eller möjligen i början av 1300-talet påbyggdes tornet till nuvarande höjd och försågs med murade gavlar i varje väderstreck, genombrutna av ljudgluggar i två våningar med kolonnetter och masverk, och en spetsig tornspira. Sakristian uppfördes 1923 - 1925.
Kyrkan restaurerades varsamt 1942-1943 efter förslag av arkitekt Olle Karth och en utvändig restaurering företogs även 1971-1972.

### Interiör
Kyrkan har en liten romansk portal i väster och två stora gotiska portaler i söder. De senare har en kraftfull arkitektur med flerpassformer och bågar i flera språng och dekorerade kapitälband. Ursprungliga fönster finns i öster och söder, samt ett litet, möjligen sekundärt, spetsbågigt fönster över läktaren i långhusets sydvästra hörn. I korets östvägg sitter tre kopplade fönster, i korets sydvägg ett stort fönster med ursprungligt masverk. Kyrkans interiör är en av de färgrikaste på Gotland. Rummet präglas av en väldig rymd. Det nästan kvadratiska koret täcks av ett murat valv och långhuset av två som spänner mellan yttermurarna. Koret och långhuset har nästan samma höjd och den vida triumfbågen snarare håller samman rummen än skiljer dem åt.

### Målningar
På väggarna finns både medeltida och eftermedeltida kalkmålningar. De stora draperimålningarna och det för symmetrins skull målade gotiska blindfönstret på nordmuren målades 1802 - 1803 av Jonas Gustaf Möller. I fönstren finns tre bevarade rutor med glasmålningar från 1200-talets slut. I en nisch i korets norra mur finns en välbevarad figurativ målning på trä från korets byggnadstid. Invid denna finns öppningen till en ursprunglig murtrappa i korets norra mur. Inredningens rika och välbevarade bemålning tillkom på 1740-talet.

### Gravstenar
En gravhäll prydd med drakslingor från mitten av 1000-talet. En fragmentaris lockhäll till en stenkista i bysantinsk stil från mitten av 1100-talet från kyrkan finns nu på Statens historiska museum. Gravsten över  "Johannis de Wengy" (Johannes i Vänge) från 1300. Hällen numera utflyttad på kyrkogården. Gravsten över "Olaws de Eikiby" avliden 1316. Placerad i koret.

## Inventarier
- Dopfunten i romansk stil har svårtolkade scener i relief, vilka har likheter med både stenmästarna "Majestatis" och "Hegvalds" verk.
- Triumfkrucifixet är från slutet av 1100-talet och hänger i triumfbågen.
- I koret finns ett sakramentsskåp med målningar.
- Bänkinredningen är från 1600-talet och har olika höjd på mans- och kvinnosidan, målningen är från 1743.
- Altaruppsatsen i sandsten är skulpturerad 1708 och målad 1802.
- Korbänken är utförd 1708.
- Predikstolen är från 1741, timglaset på densamma skänkt 1761.
- Nummertavlan är utförd 1742.
- En bekännelsepall är tillverkad 1748.
- Två brudstolar är skänkta till kyrkan 1743.

- En nattvardskalk med paten i silver från 1582, nattvardskalk av silver från 1702, renoverad 1800 av fuldsmed M. Söderberg i Visby. En oblatskål i silver med cuppa av kokosnöt utförd av Johan Niklas Palm i Visby 1890. En 24-pipig ljuskrona i mässing från slutet av 1700-talet, 12-pipig ljuskrona i bronserat trä och en 12-pipig ljuskrona i mässing från slutet av 1800-talet.

- Ett par tennljusstakar daterade 1574. En tennljusstake från 1680-talet skänkt till kyrkan 1799. Ett par tennljustakar från omkring 1680. Ett par tennljusstakar från 1799.

- Två kollekthåvar, den ena daterad 1802 men med äldre dekor från 1700-talet. En mässhake inköpt 2766.

### Orgel
- Orgeln byggdes 1862 av Olof Niclas Lindqvist, Visby. Den har sex stämmor en manual och pedal. 1953 renoverades och omdisponerades orgeln av Andreas Thulesius, Klintehamn. 1982 renoverades orgeln återigen av Finn Krohns Orgelbyggeri, Fredensborg, Danmark, och försågs med nytt spelbord. Orgeln är mekanisk.

| Manual        | Pedal   |
| Borduna 16’   | Bihängd |
| Principal 8’  |         |
| Gedackt 8’    |         |
| Fugara 4’     |         |
| Octava 4'     |         |
| Blockflöjt 2’ |         |

## Omgivning
- I kyrkogårdens nordöstra hörn ligger en stiglucka som sannolikt är medeltida men senare ombyggd.

## Bilder

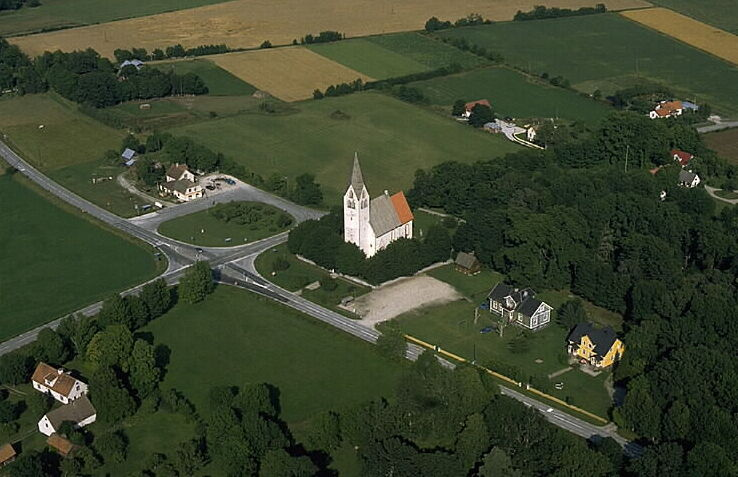
Kyrkan i landskapet
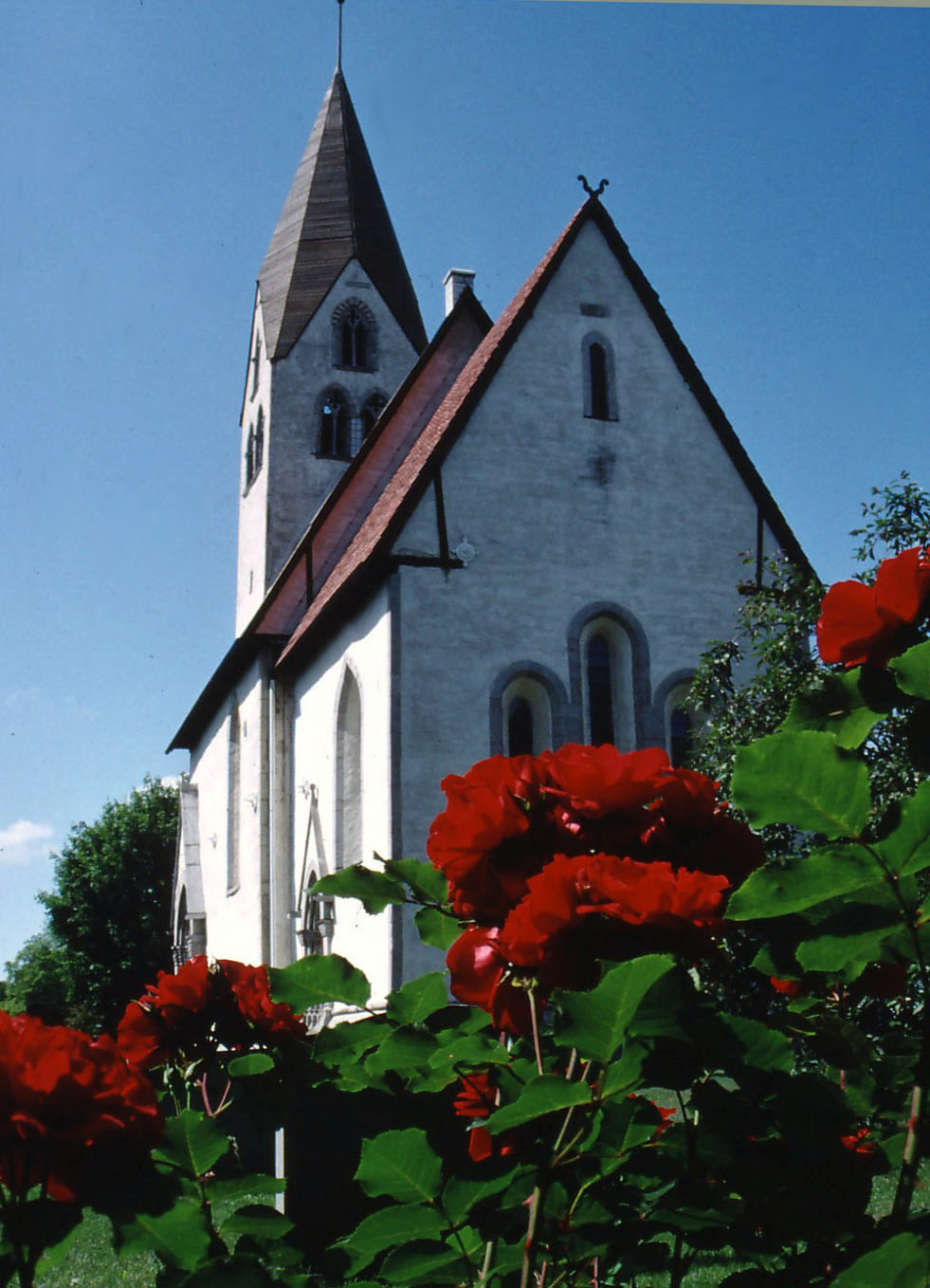
Ekeby kyrka från öster
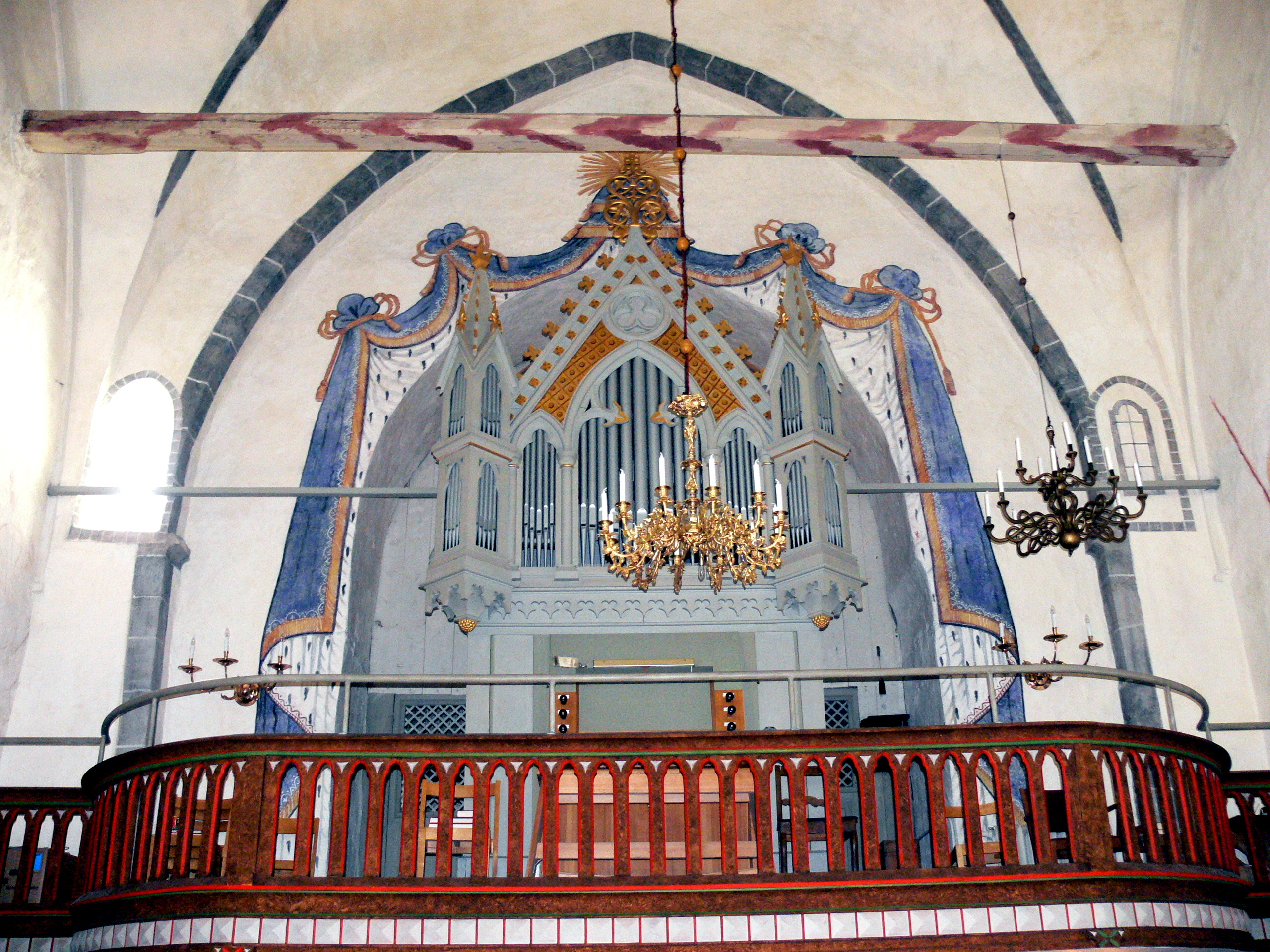
Läktarorgeln
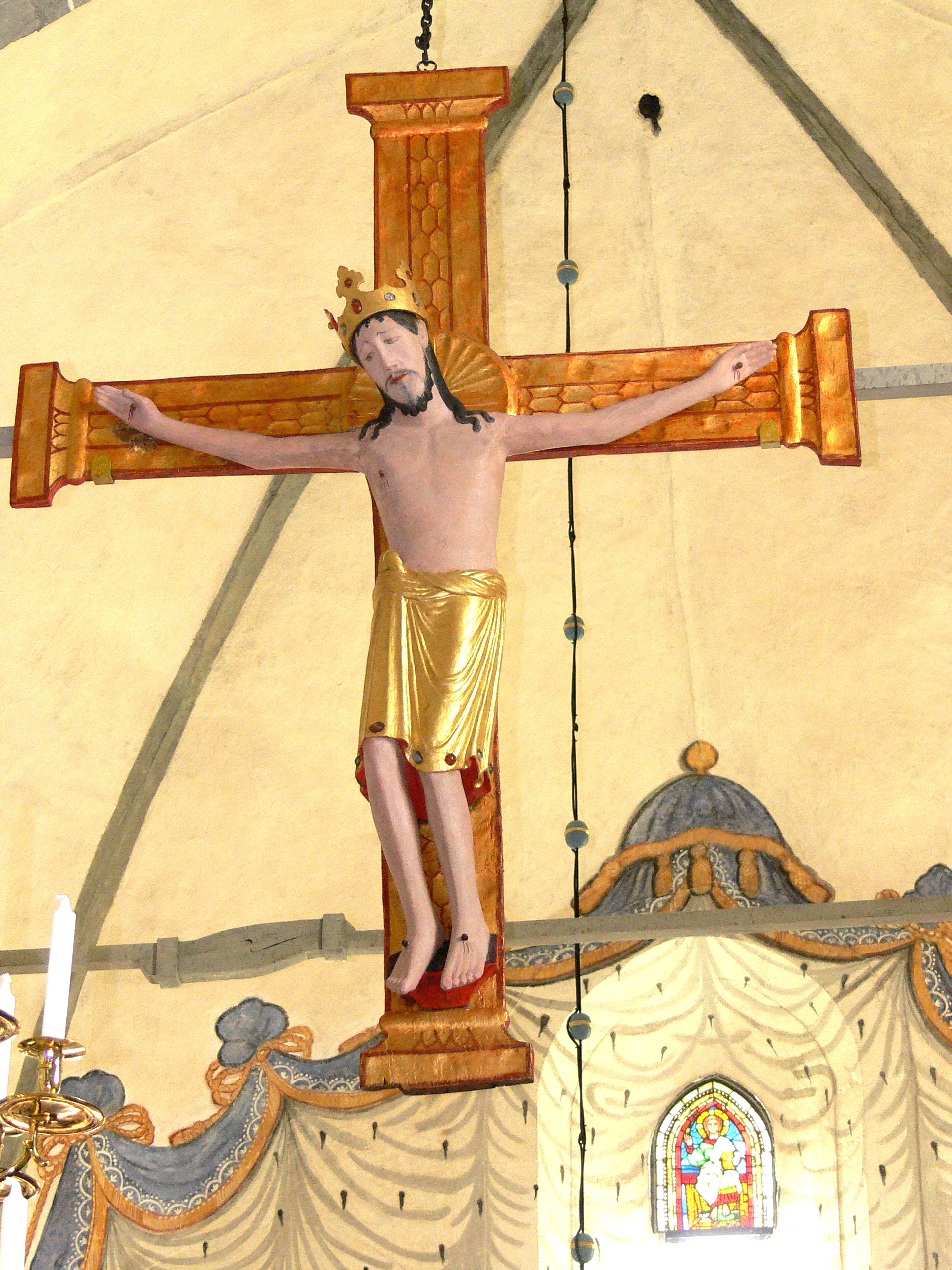
Triumfkrucifixet
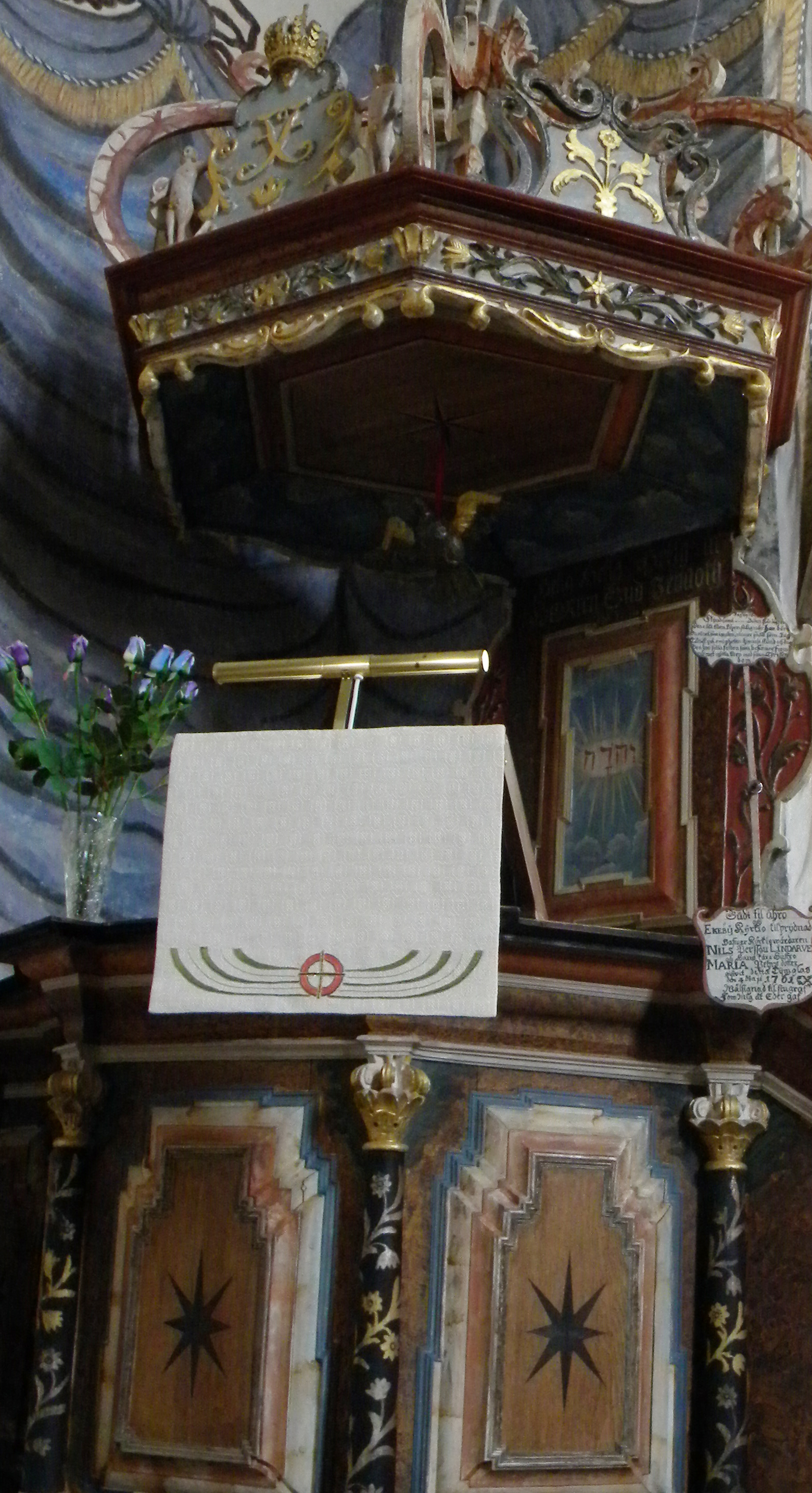
Predikstol från 1741
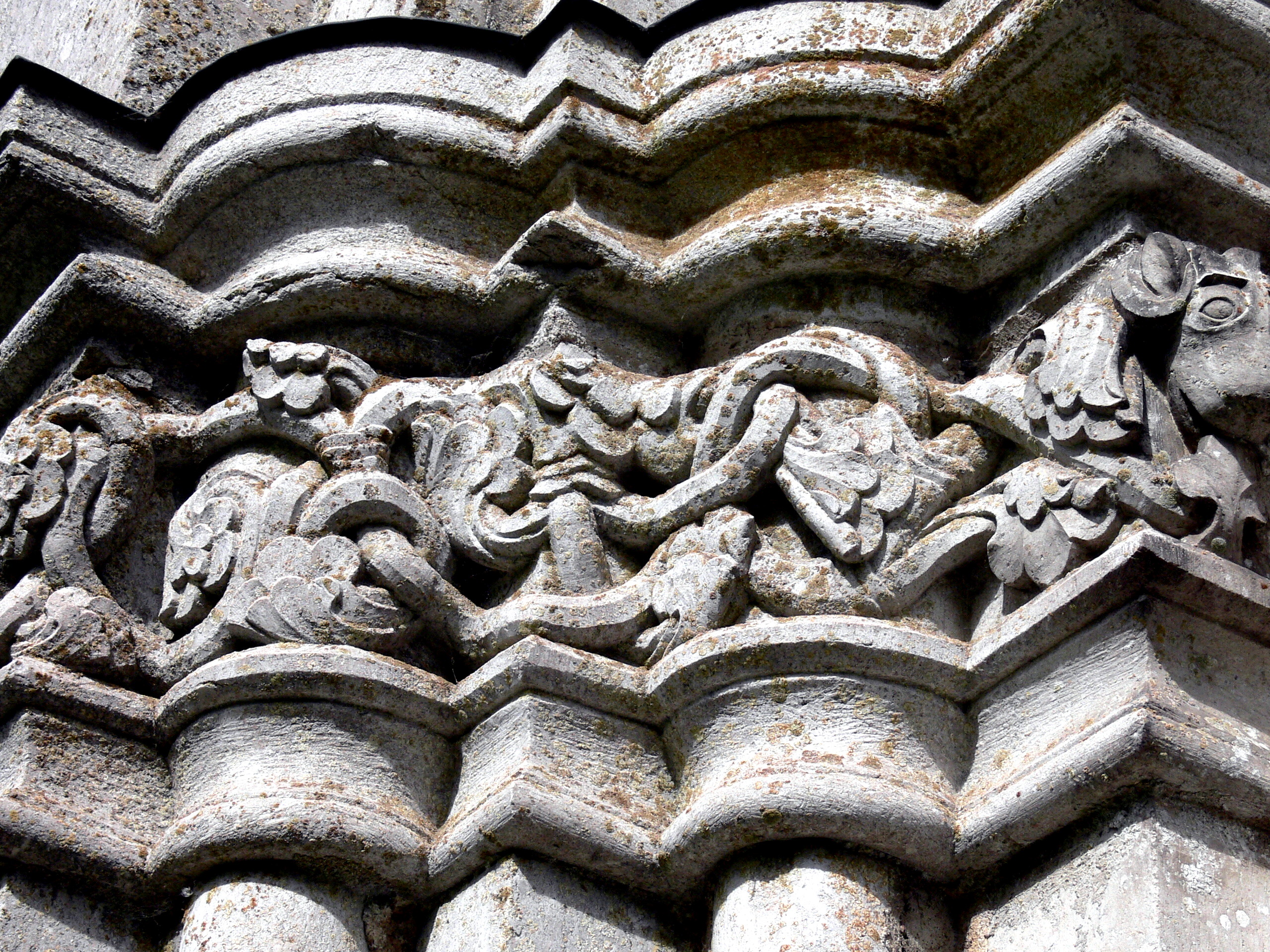
Kapitälband med rankornament
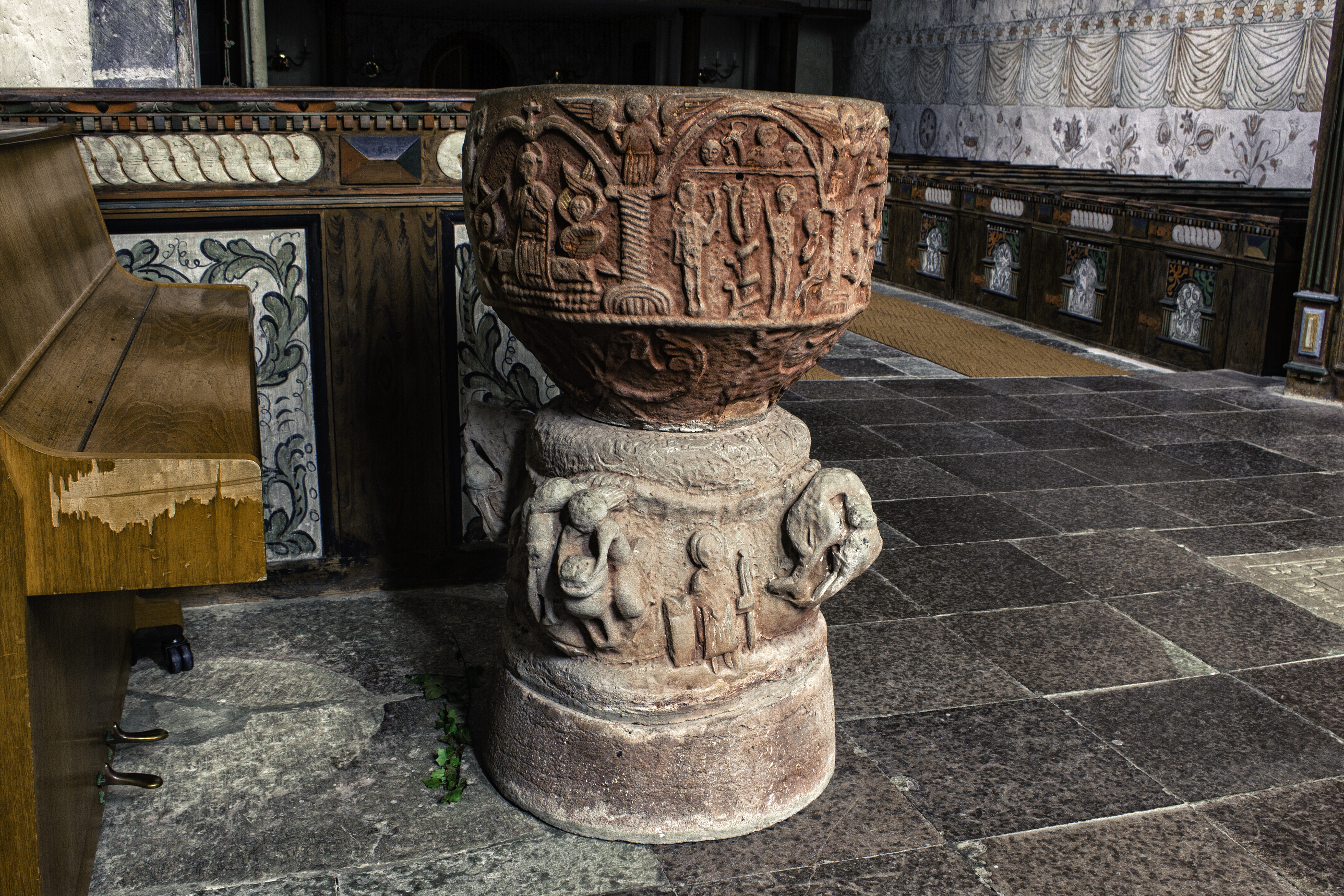
Dopfunt
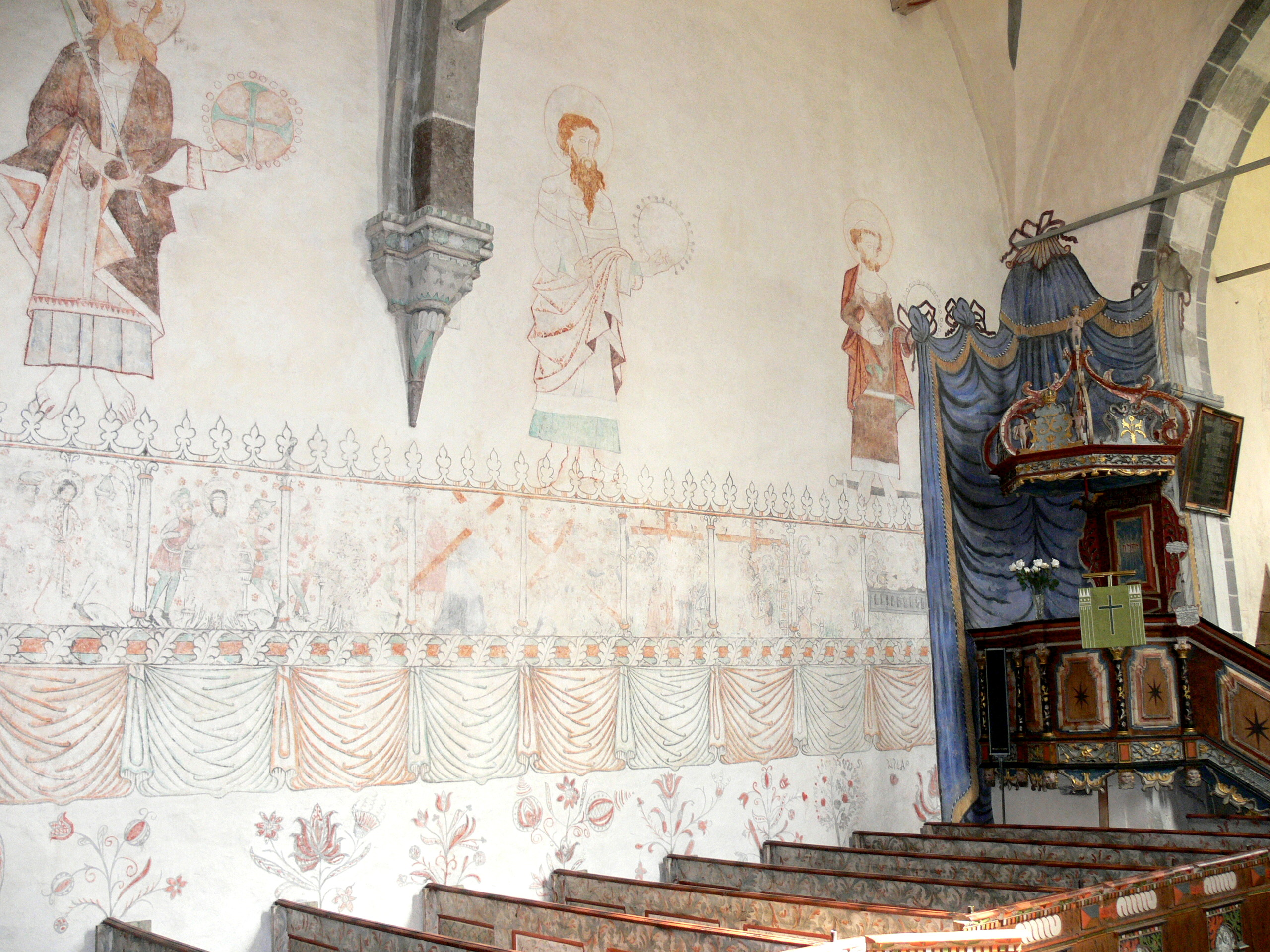
Norra väggens målningar
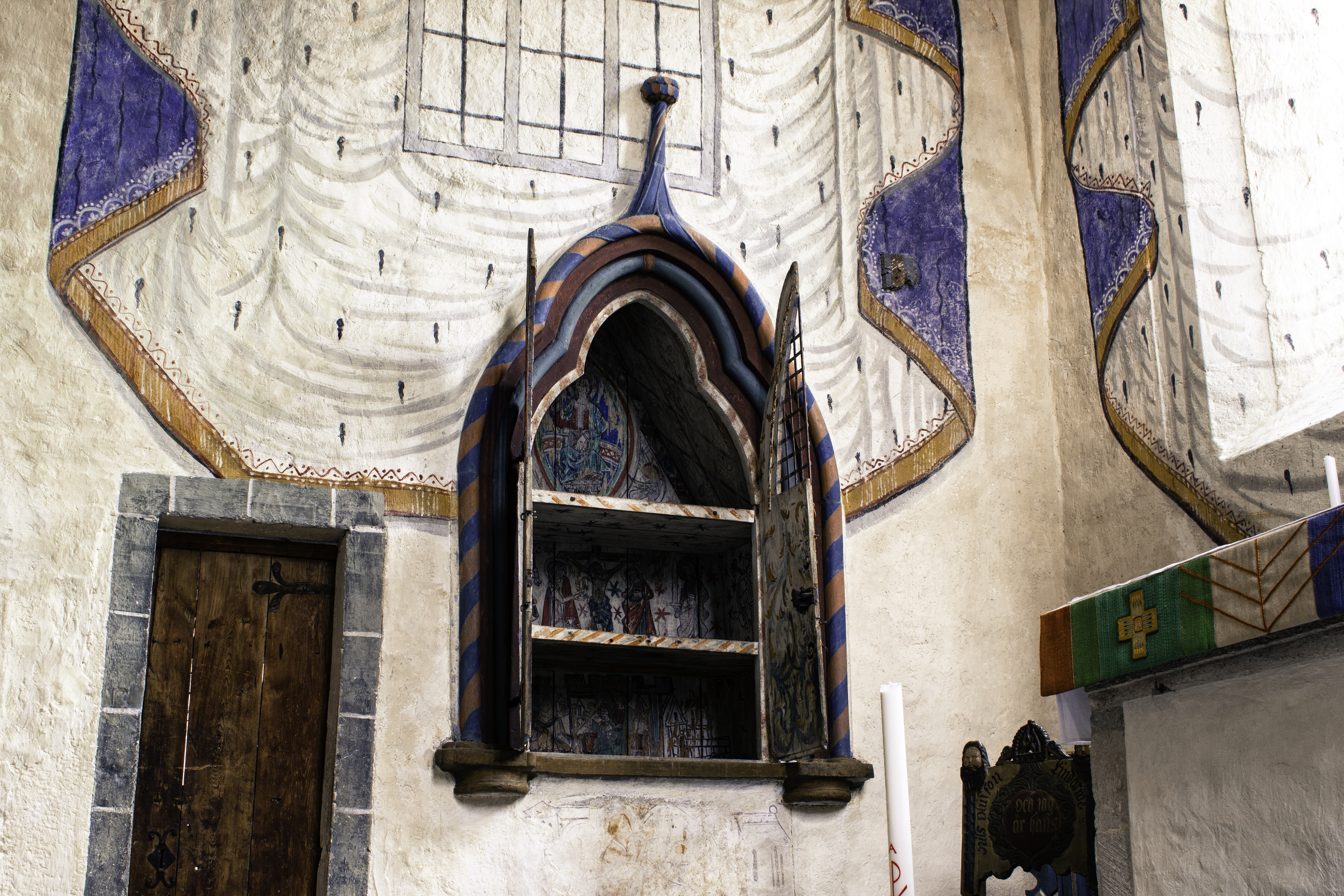
Sakramentskåp